# Погон
Погон (дефинисано са стране Економике Предузећа) је систем комбинације производних фактора у којем се остварују одређени учинци, та комбинација и трансформација производних фактора спроводи се на темељу начела економичности.
Погон делује по принципу финансијске равнотеже - своје расходе мора покривати приходима.